# Wijdemeren
Wijdemeren este o comună în provincia Olanda de Nord, Țările de Jos. 

## Localități componente
Ankeveen, Boomhoek, Breukeleveen, 's-Graveland, Kortenhoef, Muyeveld, Nederhorst den Berg, Nieuw-Loosdrecht, Oud-Loosdrecht.